# Symphlebia hyalina
Symphlebia hyalina är en fjärilsart som beskrevs av Rothschild 1909. Symphlebia hyalina ingår i släktet Symphlebia och familjen björnspinnare. Inga underarter finns listade i Catalogue of Life.